# Milenec (film)
Milenec (v originále L'Amant) je francouzsko -britský hraný film z roku 1992, který režíroval Jean-Jacques Annaud jako adaptaci stejnojmenného románu Marguerite Duras. Snímek měl světovou premiéru dne 22. ledna 1992.

## Děj
Marguerite Durasová ve svých 70 letech vypráví o svém dospívání v Indočíně. Autorka pojednává o nelehkém vztahu s matkou, o lásce k mladšímu bratrovi, o fyzické přitažlivosti ke kamarádce na internátu a především o vztahu s o patnáct let starším Číňanem.

## Obsazení
| Jane March           | mladá dívka            |
| Tony Leung Ka-fai    | Číňan                  |
| Frédérique Meininger | matka                  |
| Arnaud Giovaninetti  | starší bratr           |
| Melvil Poupaud       | mladší bratr           |
| Lisa Faulkner        | Hélène Lagonelle       |
| Xiem Mang            | Číňanův otec           |
| Philippe Le Dem      | profesor francouzštiny |
| Ann Schaufuss        | Anne-Marie Stretter    |
| Tania Torrens        | ředitelka školy        |
| Jeanne Moreau        | vypravěčka             |

## Ocenění
- Cena Bambi: nejlepší mladá herečka (Jane March)
- César: nejlepší původní hudba (Gabriel Yared)
- Golden Reel Awards: nejlepší zvukový střih zahraničního filmu
- Victoires de la musique: album původní hudby pro film nebo televizi
- Oscar: nominace v kategorii nejlepší kamera (Robert Fraisse)
- Nippon Akademie-shō: nominace na nejlepší zahraniční film